# 渡真仁
渡 真仁（わたり まさひと）は、日本の漫画家。

## 作品リスト

### 漫画
- みれみら MILLENNIUM MIRAGE（原作：バーガー鈴木、『月刊ドラゴンジュニア』、角川書店、全2巻）
- ツキとおたから（『月刊ComicREX』2007年11月号 - 2010年2月号、一迅社、全4巻）
- はる×どり（『まんがタイムきららMAX』2009年11月号 - 2011年1月号、芳文社、全1巻）
- ぱけとらっ!（『月刊ドラゴンエイジ』2011年1月号[1] - 2012年1月号） - 単行本は未刊行
- しゅらばら!（原作：岸杯也、『エイジプレミアム』vol.15 - vol.26、富士見書房、全2巻） - コミカライズ
- 10歳の保健体育-補習編-（原作：竹井10日、『まんが4コマぱれっとonline』2013年6月10日 - 2015年9月10日、一迅社、全2巻） - コミカライズ
- この素晴らしい世界に祝福を!（原作：暁なつめ、『月刊ドラゴンエイジ』2014年10月号[2] - 、富士見書房、既刊21巻） - コミカライズ

### イラスト
- 愛と哀しみのエスパーマン（著：秋田禎信、『富士見ファンタジア文庫』2005年10月発売、富士見書房、全1巻）